# سيف الأمازون الكبير
سيف الأمازون الكبير (الاسم العلمي:Echinodorus major) هو نوع من النباتات يتبع جنس سيف الأمازون من الفصيلة المزمارية.